# Alfred Goulin
Pour les articles homonymes, voir Goulin.
Alfred Goulin est un acteur de cinéma français, né à Marseille le 26 janvier 1922 (fils d'Antoine Goulin et Denise Giraud) et mort le 5 novembre 1994 à Paris 16e.

## Biographie
De son nom complet, Alfred Marie Benoit Antoine Goulin, Alfred Goulin a un frère aîné, Emmanuel Goulin, dit Manuel Gary, également acteur de cinéma français notoire.

## Filmographie
- 1946 : L'Affaire du Grand Hôtel d'André Hugon
- 1947 : La Renégate de Jacques Séverac
- 1949 : Au grand balcon de Henri Decoin
- 1951 : Porte d'Orient de Jacques Daroy
- 1951 : Les Mains sales de Fernand Rivers et Simone Berriau : Laurent
- 1952 : Adieu Paris de Claude Heymann
- 1952 : Le Plus Heureux des hommes d'Yves Ciampi
- 1952 : Manon des sources de Marcel Pagnol : le grand Bossu
- 1954 : La rafle est pour ce soir de Maurice Dekobra
- 1954 : La Soupe à la grimace de Jean Sacha : Sacha
- 1954 : Pas de coup dur pour Johnny de Émile Roussel : Roussel
- 1955 : Le Secret de sœur Angèle de Léo Joannon : l'inspecteur de police
- 1956 : Voici le temps des assassins de Julien Duvivier : Armand
- 1956 : Lorsque l'enfant paraît  de Michel Boisrond : Boisrond
- 1956 : Alerte au deuxième bureau de Jean Stelli
- 1957 : Deuxième Bureau contre inconnu de Jean Stelli
- 1957 : L'Homme à l'imperméable de Julien Duvivier : Un inspecteur
- 1958 : Rafles sur la ville  de Pierre Chenal : Le gendarme à l'hôpital
- 1958 : Un certain monsieur Jo de René Jolivet

## Théâtre
- 1947 : Nuits noires de John Steinbeck, mise en scène Henri Rollan, Théâtre Saint-Georges

## Sources
- Site généalogique sur les Goulin